# Пламен Вачков
Пламен Иванов Вачков (19 февруари 1949, Велико Търново, България) е български инженер по електроника, председател на Държавната агенция за информационни технологии и съобщения от 2005 г.
Автор е на над 40 статии, монография, има 6 авторски свидетелства в областта на електрониката и изчислителната техника. Владее английски, руски и френски език. Женен, с 2 деца.

## Образование
- Учи във ВМЕИ в София от 1967 до 1969 г.
- Завършва Московския енергетически институт през 1973 г., специалност „Промишлена електроника“.
- Специализации по микропроцесорни устройства, мениджмънт и управление на качеството (1982, 1991, 1992) съответно във Франция, САЩ и Япония.
- Доктор на техническите науки (1977 г.)
- Ст.н.с. II степен.

## Професионален опит
- 21.04.2009 г.: Избран за национален координатор по киберсигурност с решение на Министерския съвет
- 2008 г.: председател на Съвета на Международния съюз по далекосъобщенията
- от октомври 2005 г. е председател на ДАИТС
- 2003 – 2005: „Кейбълтел“ АД, заместник оперативен директор
- 2001 – 2003: „Овергаз холдинг“ АД, директор по информационни технологии
- 1999 – 2001: „Кейбъл България“ АД, мениджър
- 1997 – 1999: „Глобо“ ООД, управител
- 1994 – 1997: „Мултитех“ АД, изпълнителен директор
- 1992 – 1994: „Бълвар Електроникс“ ООД, управител
- 1984 – 1992: „Микропроцесорни системи“ АД, генерален директор
- преди това е бил зам.-директор и научен сътрудник в ИТКР на БАН и в ЦИИТ; бил е и асистент в МЕИ, Москва

## Професионални членства
- Федерация на научно-техническите съюзи
- Управителен съвет на Федерацията за дружба с народите на Русия и ОНД
- Академичен съвет на Балканската академия на науките и културата
- Интернет общество - България, от 1 март 1999 г.

## Политическа кариера
- Член на Висшия съвет на БСП